# سقاية جامع الأزبك
سقاية جامع الأزبك
جامع الأزبك اصله مرقد (امام قولي خان) امير الأزبك، مات ببغداد. جاء بنية الحج فتوفي سنة 1060ه‍. ثم جاء ابن اخيه عبد العزيز خان ذاهباً إلى الحج، مر ببغداد سنة 1092ه‍، ولاشك ان هذا الجامع من بناء عبد العزيز خان حين وروده. وكانت هناك سقاية ماء تتصل بالجامع، قام والي بغداد داود باشا بانشاءها أو تجديدها وذلك سنة 1828م، وكانت تطل بشباكها على الشارع العام، قريبة من الباب المعظم على يمين الداخل إلى بغداد، وملاصق لمبنى قلعة بغداد (وزارة الدفاع العراقية حاليا).